# 佐々木敦 (アナウンサー)
佐々木 敦（ささき あつし、1942年 - 2007年5月17日）は、元NHKアナウンサー。

## 概要
宮城県古川高等学校、東北大学卒業後、1967年にNHK入局（同期に松平定知など）。番組での軽快なトークから『トンちゃん』のあだ名で知られた。退局後は地元の校歌作詞などを手掛けた。

## 過去の担当番組

### テレビ
- NHK特集
- みんなの科学
- 訪問インタビュー
- 宮本武蔵（語り 1984年4月4日-1985年3月13日）
- 日本語再発見
- 歴史ドキュメント（語り）
- ラジオあさいちばん～日曜訪問
- 奥さんのテニス教室

### ラジオ
- みんなの茶の間～マイクでこんにちは（インタビュー）
- くらしのカレンダー～土曜招待席（インタビュー）
- ラジオで話そう　ふれあいの1978 （正月特番、リポーター）
- 発掘!ラジオアーカイブス (2021年1月1日、『ラジオで話そう　ふれあいの1978』を部分抜粋し放送）

## その他
- 木村知義（元NHKアナウンサー。佐々木のインタビュー法に影響を受けた）